# 岳阳话
岳阳话，指湖南岳阳地区的方言，由西南官话、湘语和赣语组成,一般分類在贛語大通片受到西南官话的一定影响。

## 分區
依轄區內方言的內部差異，可大略分成四區。
- 第一區：岳陽城區和臨湘路北（京廣鐵路為北，包括今雲溪區）、華容縣（緊靠長江洞庭的地帶），具有西南官話、湘語、贛語等多重特徵。
- 第二區：今岳陽縣和臨湘南部（京廣鐵路以南），屬新牆河流域，其南部與湘語形成交流，東北部則受到鄂東贛語的影響，是湘語、贛語的交叉地帶。
- 第三區：包括平江縣大部分地區和汨羅市東北部，屬汨羅江流域，為大面積山區，由於其東南北三面為贛區環繞，具有明顯的贛語特徵。
- 第四區：湘陰和汨羅大部分地區，這一帶屬於新湘語。

## 特点
岳阳话具有水乡情结，硬打叮嘣的特点，是一种移民方言，话语间透露出了岳阳人的热情奔放，粗豪率性。
岳阳话中的「啵」如「吃饭啵」，「买东西啵？」，「玩去啵？」为「吗」的意思。

## 历史
岳阳话历史悠久。城陵矶话就是老岳阳城区方言，其比较接近西南官话。但现在岳阳绝大部分地区则属于湘语或赣语，或两者混合。